# 𐤊
La kap (𐤊‏) es la undécima letra del alfabeto fenicio. Representaba el sonido obstruyente, oclusivo, velar y sordo transliterado como /k/. De esta letra derivan la kaf siríaca (ܟ), la kaf hebrea (כ), la kāf árabe (ﻙ), la kappa (Κ) griega, la K latina y la К cirílica.

## Historia
Probablemente la kap deriva de un glifo con el significado de «palma de la mano», que es el que sigue conservando en la palabra kaf en hebreo y árabe.
| D46 |

Se cree que la letra kaph deriva de la imagen de una mano (tanto en árabe moderno como en hebreo moderno, kaph כף significa "palma" o "agarre"), aunque en árabe la a en el nombre de la letra (كاف) se pronuncia más larga. que la a en la palabra que significa "palma" (كَف).
| Egipcio | Protosinaítico | Fenicio |
| ------- | -------------- | ------- |
| 𓂧       |                | 𐤊       |

### Evolución
| Fenicio | Púnico | Arameo   | Arameo  | Arameo | Arameo    |
| Fenicio | Púnico | Imperial | Nabateo | Hatreo | Palmireno |
| ------- | ------ | -------- | ------- | ------ | --------- |
|         |        |          |         |        |           |

## Descendientes

### Alfabeto árabe
La letra se llama kāf y se escribe de varias formas dependiendo de su posición en la palabra.
| Posición | Aislada | Final | Media | Inicial |
| -------- | ------- | ----- | ----- | ------- |
| Forma:   | ك       | ـك    | ـكـ   | كـ      |

| Posición | Aislada | Final | Media | Inicial |
| -------- | ------- | ----- | ----- | ------- |
| Forma:   | ک       | ـک    | ـکـ   | کـ      |

### Alfabeto hebreo
Su nombre es כַּףְ. En textos con niqud, cuando la kaph tiene un "punto" en su centro (dagesh) representa su sonido tradicional, una consonante oclusiva velar sorda (/k/), mientras que sin el dagesh en su centro representa [χ], como la j de jamón.
En hebreo israelí moderno, la letra heth también se pronuncia a menudo como [χ]. Sin embargo, los judíos mizrajíes y los árabes israelíes diferencian entre estas letras igual que en otras lenguas semíticas.

## Unicode
| Carácter      | 𐎇                    | 𐎇                    | 𐡆                             | 𐡆                             | 𐤆                     | 𐤆                     |
| ------------- | -------------------- | -------------------- | ----------------------------- | ----------------------------- | --------------------- | --------------------- |
| Unicode       | UGARITIC LETTER ZETA | UGARITIC LETTER ZETA | IMPERIAL ARAMAIC LETTER ZAYIN | IMPERIAL ARAMAIC LETTER ZAYIN | PHOENICIAN LETTER ZAI | PHOENICIAN LETTER ZAI |
| Codificación  | decimal              | hex                  | decimal                       | hex                           | decimal               | hex                   |
| Unicode       | 66439                | U+10387              | 67654                         | U+10846                       | 67846                 | U+10906               |
| UTF-8         | 240 144 142 135      | F0 90 8E 87          | 240 144 161 134               | F0 90 A1 86                   | 240 144 164 134       | F0 90 A4 86           |
| Ref. numérica | &#66439;             | &#x10387;            | &#67654;                      | &#x10846;                     | &#67846;              | &#x10906;             |

| Carácter      |                    |                    |                      |                      |
| ------------- | ------------------ | ------------------ | -------------------- | -------------------- |
| Unicode       | SYRIAC LETTER ZAIN | SYRIAC LETTER ZAIN | SAMARITAN LETTER ZEN | SAMARITAN LETTER ZEN |
| Codificación  | decimal            | hex                | decimal              | hex                  |
| Unicode       | 0                  | U+0000             | 0                    | U+0000               |
| UTF-8         | 0                  | 00                 | 0                    | 00                   |
| Ref. numérica | &#0;               | &#x0;              | &#0;                 | &#x0;                |